# Heilig-Geist-Basilika (Michalovce)

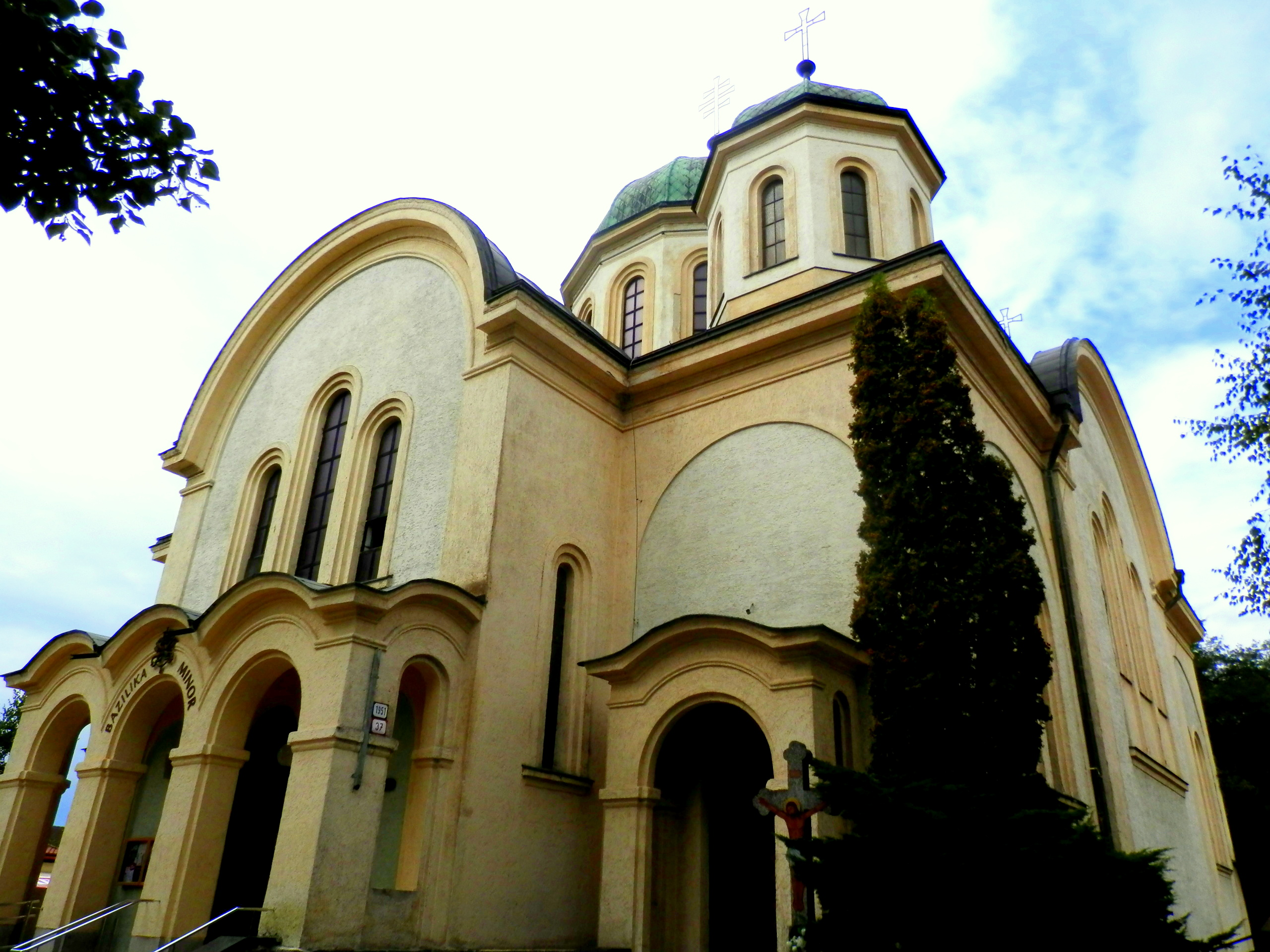
Außenansicht der Basilika

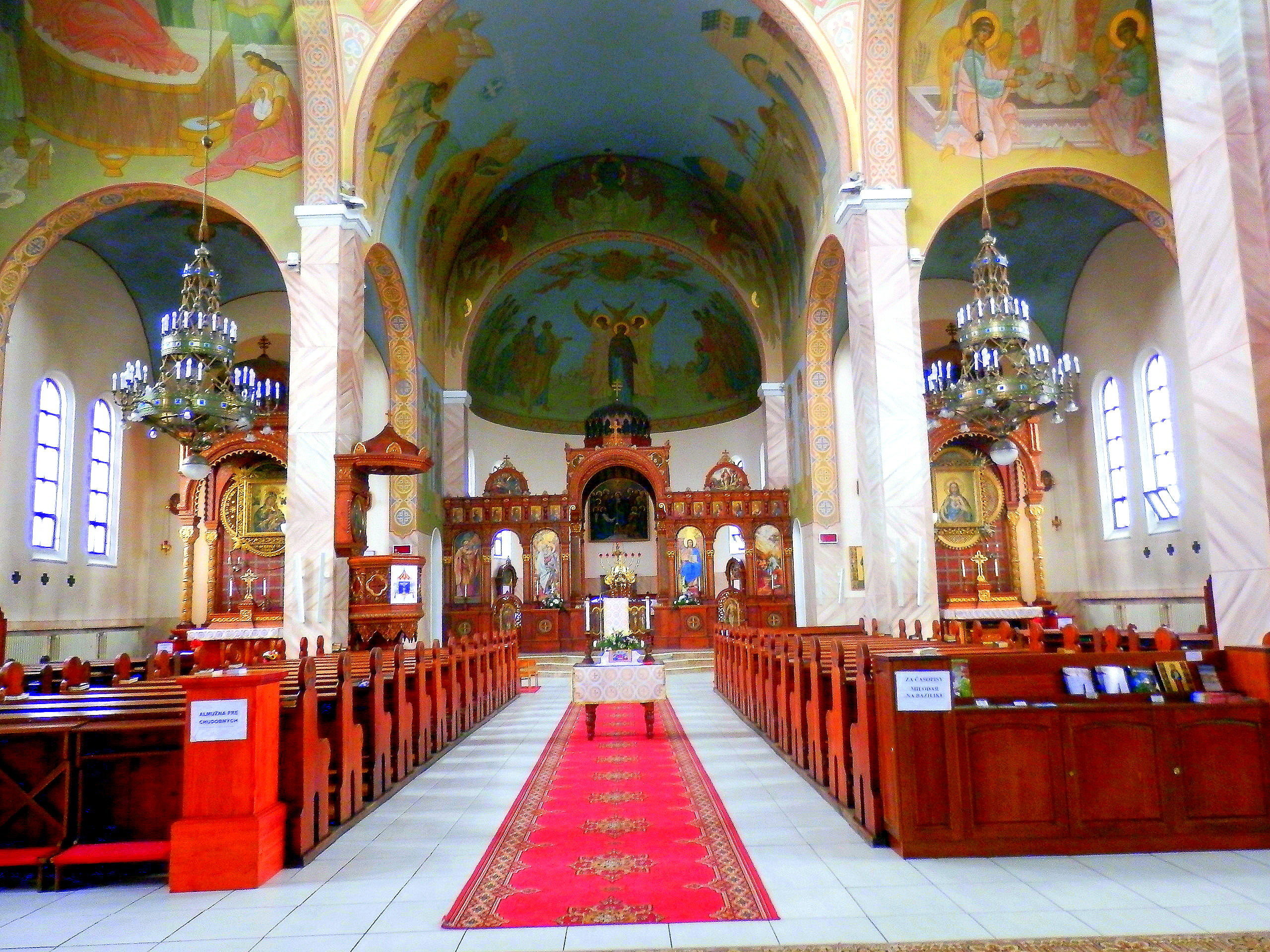
Innenraum

Die Heilig-Geist-Basilika (slowakisch Bazilika Zostúpenia Svätého Ducha) ist eine griechisch-katholische Kirche im ostslowakischen Michalovce. Die zur Eparchie Košice gehörende Kirche des Redemptoristenklosters führt das Patrozinium Heiliger Geist geweiht und trägt den Titel einer Basilica minor. Sie steht seit 1951 auf der Liste der denkmalgeschützten Objekte in Michalovce.

## Geschichte
Die Redemptoristen bauten 1930 bis 1931 ein Kloster in Michalovce mit einer Kapelle. Wegen des großen Zuspruchs der Gottesdienste wurde in den Jahren 1934 und 1935 eine größere Kirche errichtet. Nach Plänen von Vladimír Sičinsky baute der örtliche Baumeister Juraj Byrtus die Kuppelkirche, die 1500 Gläubigen Platz bieten sollte. Nach der Fertigstellung am 29. September 1935 weihte der Bischof von Mukatschewe Olexander Stojka die Kirche. Die Ikonen für den Tempel stammen von Josef Bokšay.
In den Jahren 1950 bis 1990, während der Verfolgung und des Verbots der griechisch-katholischen Kirche in der Slowakei, wurde die Kirche von der orthodoxen Kirche in Gebrauch genommen. Sie wurde die Kathedrale der neu geschaffenen orthodoxen Eparchie in Michalovce. Nach 1990 ging die Kirche in den Besitz der wieder erstandenen griechisch-katholischen Kirche zurück. 2012 verlieh Papst Benedikt XVI. der Kirche den Titel einer Basilica minor.
In einem Seitenaltar sind die sterblichen Überreste des 2001 seliggesprochenen Redemptoristen Dominik Trčka beigesetzt. Die wichtigsten Wallfahrten finden hier am Fest des Erscheinens des Heiligen Geistes und am 25. August, dem Fest des Redemptoristenmärtyrers Trčka, statt.